# Georges Thielemans
Georges Antoine Marie Thielemans (Laken, 15 december 1886 - Brussel, 7 december 1968) was een Belgisch volksvertegenwoordiger.

## Levensloop
Georges Thielemans was beeldhouwer van beroep. Hij werkte in dienst van een beeldhouwersbedrijf op het Zavelplein. 
Hij trad toe tot de Belgische Werkliedenpartij en werd:
- gemeenteraadslid in Laken en vervolgens, na de fusie, in Brussel (1921-1968),
- provincieraadslid voor Brabant (1924-1954),
- volksvertegenwoordiger voor het arrondissement Brussel (1954-1958).

Hij was koning van de gilde van kruisboogschutters in de Lakense wijk De Mutsaard. Hij zette zich ook in voor de plaatselijke gemeenteschool. Hij bestuurde de fanfare La Semeuse in Laken.
Zijn vrouw was actief in de lokale coöperatieve winkel en bij de Socialistische Vooruitziende Vrouwen.
Ze waren de grootouders van Freddy Thielemans (1944-2022), die van 2001 tot 2013 burgemeester van Brussel was.